# Osservatorio di Perth
| 1806 Derice       | 13 luglio 1971    |
| 1978 Patrice      | 6 giugno 1971     |
| 2167 Erin         | 1º giugno 1971    |
| 2382 Nonie        | 13 aprile 1977    |
| 2993 Wendy        | 4 agosto 1970     |
| 2994 Flynn        | 14 agosto 1975    |
| 3188 Jekabsons    | 28 luglio 1978    |
| 3301 Jansje       | 6 febbraio 1978   |
| 3422 Reid         | 28 luglio 1978    |
| 3541 Graham       | 18 giugno 1984    |
| 3731 Hancock      | 20 febbraio 1984  |
| 3764 Holmesacourt | 10 ottobre 1980   |
| 4362 Carlisle     | 1º agosto 1978    |
| 4469 Utting       | 1º agosto 1978    |
| 4620 Bickley      | 28 luglio 1978    |
| 4987 Flamsteed    | 20 marzo 1980     |
| 5542 Moffatt      | 6 agosto 1978     |
| 5840 Raybrown     | 28 luglio 1978    |
| 7110 Johnpearse   | 7 dicembre 1983   |
| 8138 Craigbowers  | 20 marzo 1980     |
| (9264) 1978 OQ    | 28 luglio 1978    |
| (9928) 1981 WE9   | 16 novembre 1981  |
| (10268) 1979 HW6  | 26 aprile 1979    |
| (11472) 1981 SE9  | 24 settembre 1981 |
| (12194) 1979 KO1  | 24 maggio 1979    |
| (12216) 1981 WF9  | 16 novembre 1981  |
| (14337) 1981 WJ9  | 16 novembre 1981  |
| (19616) 1999 OS3  | 24 luglio 1999    |
| (34997) 1978 OP   | 28 luglio 1978    |

L'osservatorio di Perth (in lingua inglese Perth Observatory) è il più antico osservatorio astronomico australiano tra quelli tuttora operativi. Inizialmente edificato non lontano dall'attuale centro di Perth, venne in seguito trasferito nei sobborghi della città.
Il Minor Planet Center gli accredita la scoperta di ventinove asteroidi effettuate tra il 1970 e il 1999.
Ai tre sistemi di osservazione sono stati assegnati i codici MPC 319 Perth Observatory, Perth-Lowell Telescope, 322 Perth Observatory, Bickley-MCT e 323 Perth Observatory, Bickley.

## Storia
L'osservatorio, la cui costruzione iniziò nel 1896, fu edificato sul Mount Eliza nei pressi dell'odierno Kings Park.
Fu inaugurato nel 1900 da John Forrest, il primo premier dell'Australia Occidentale.
Il primo astronomo assegnato all'osservatorio fu William Ernest Cooke, già in carica all'osservatorio di Adelaide.
All'epoca i compiti primari dell'osservatorio erano quelli di dare il riferimento orario ufficiale e di fungere da stazione meteorologica.
Tra il 1923 e il 1959 funse anche da stazione sismografica.
A dispetto delle poco profetiche parole del successore di Cooke che escludeva che la crescita della città avrebbe potuto essere d'ostacolo alle osservazioni, negli anni sessanta del XX secolo, a causa dell'inquinamento luminoso, si decise di spostare l'osservatorio. Per la nuova collocazione venne scelto il Mount Gungin nei Darling Range, presso Bickley, 25 chilometri a est di Perth.
Dal 2005 è stato inserito nella lista dei patrimoni nazionali australiani.

## Collegamenti esterni

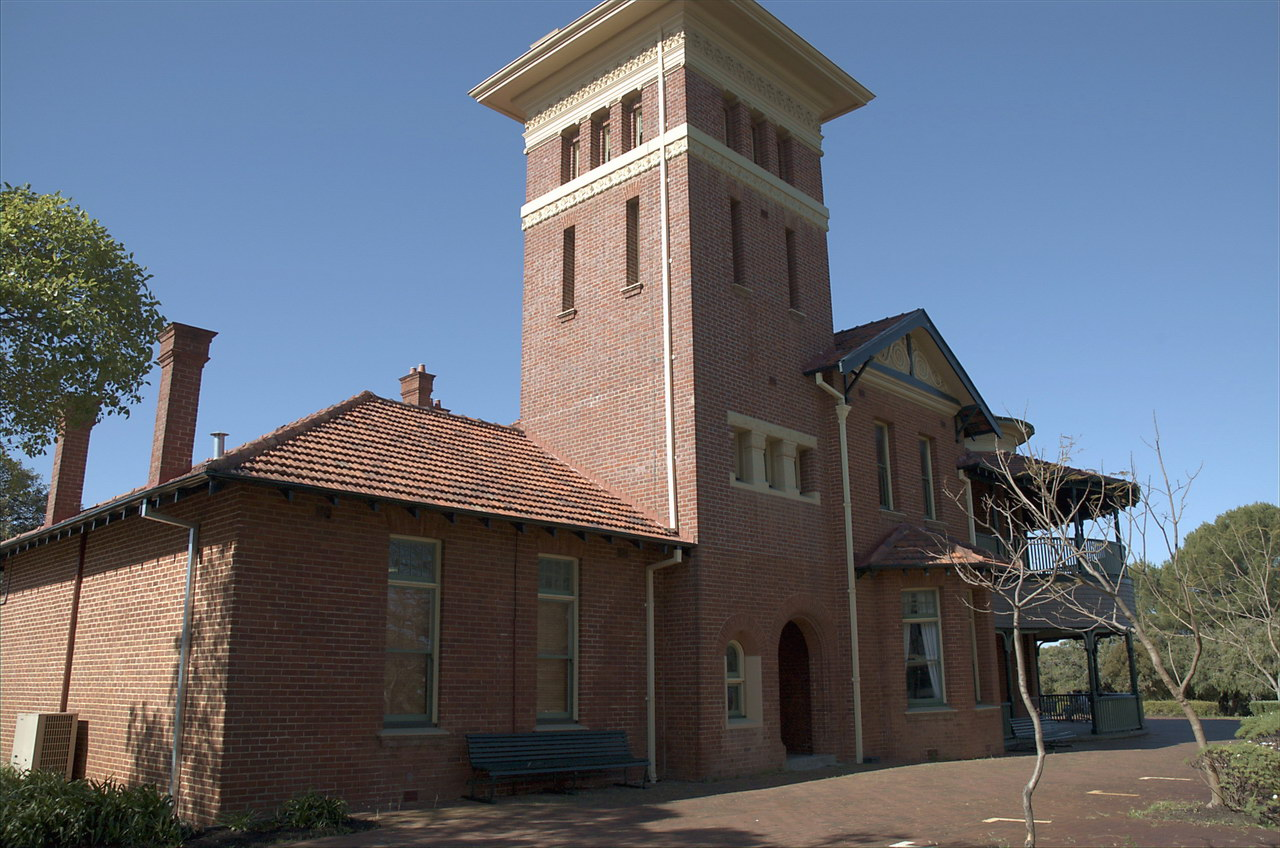
La prima sede dell'osservatorio a Mount Eliza.
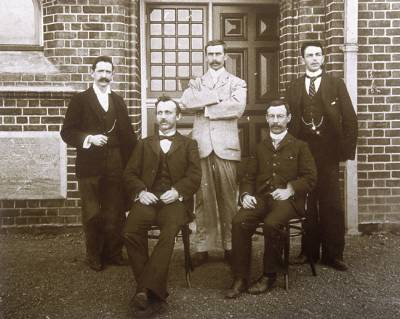
Lo staff dell'osservatorio, circa 1900. Seduto sulla sinistra William Ernest Cooke, il futuro successore, Harold Curlewis, in piedi vestito di chiaro.
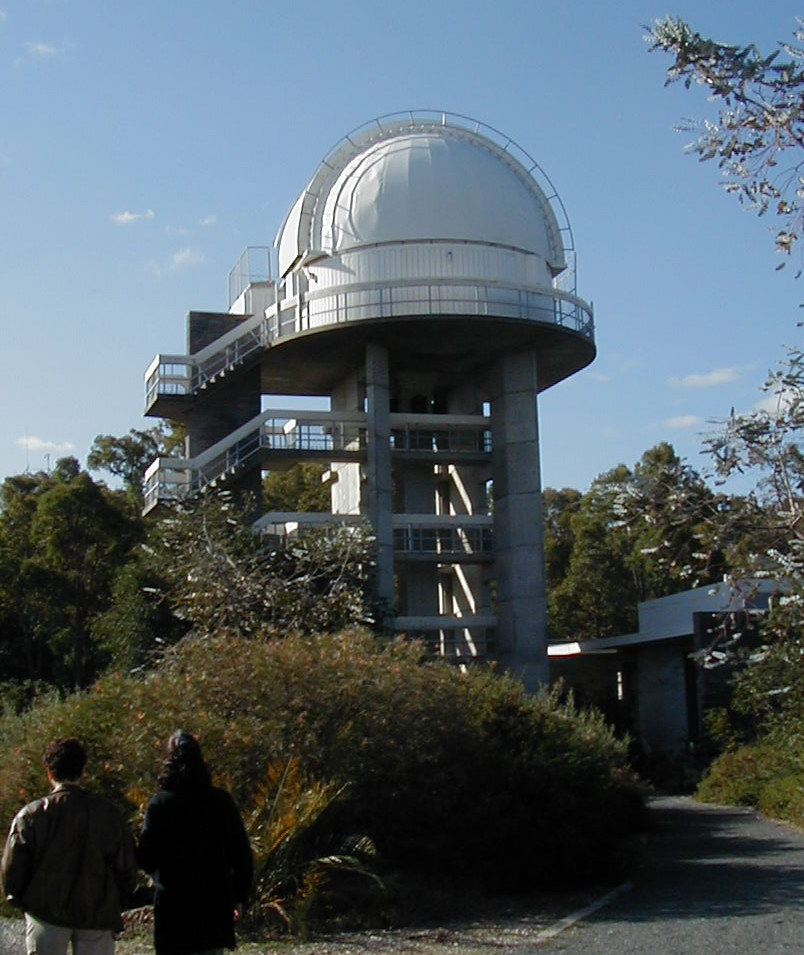
L'attuale osservatorio a Bickley.